# Scobinancistrus raonii
Scobinancistrus raonii — вид сомоподібних риб з родини лорікарієвих (Loricariidae). Описаний у 2023 році.

## Назва
Вид названо на честь касика Раоні Метуктіре — бразильського активіста, вождя народу каяпо, борця проти знищення амазонських лісів та за збереження культурної ідентичності корінних народів.

## Розповсюдження
Ендемік Бразилії. Мешкає у басейні річки Шінгу.

## Опис
Сомик завдовжки 8-9,4 см. Scobinancistrus raonii відрізняється від близьких видів представленням глибшого хвостового стебла, 11,7–13,5 % у SL (проти 9,8–11,7 % у S. aureatus і 9,9–11,4 % у S. pariolispos); через наявність великих жовтих плям неправильної форми та широко розташованих по всьому тілу, плям, що перевищують діаметр зіниці (порівняно з плямами, меншими за діаметр зіниці та щільно розташованими); через те, що останній промінь спинного плавника не досягає пластинки жирового плавця при натисканні у зразків розміром понад 80 мм SL (порівняно з останнім променем спинного плавця, що досягає пластинки жирового плавця при натисканні у молодих і дорослих); через відсутність контакту між нижньощелепною та квадратною постеровентрально (проти наявного контакту). Крім того, S. raonii відрізняється від S. aureatus відсутністю жовтої великої дистальної смуги на спинному та хвостовому плавцях (порівняно з наявними).